# 임태규
임태규(1991년 8월 24일 ~ )는 대한민국의 전직 스타크래프트 프로게이머이자 전직 리그 오브 레전드 프로게이머로 스타크래프트 게이머 시절 BravE[S.G]라는 아이디를 사용했으며 종족은 프로토스였다.

## 선수 시절
2007년 하반기 드래프트에서 Gen.G(전 삼성 갤럭시)의 2차 지명으로 입단하여 허영무, 송병구에 이은 Gen.G의 주력 프로토스로 성장했었다. 그러다가 2012년 5월 16일 진로 변경의 이유로 은퇴했고 그 후 리그 오브 레전드 게이머로 전향을 하였으며 스페로 스페라 소속으로 NLB 스프링 2013에 출전하여 세미콜론S와의 골든리그 16강전에서 승리하며 LoL 프로게이머 전향 후 첫 승을 거두었다. 
그러나 하이프레시 블레이드에 입단한 유병준과는 달리 입단하지 못하고 은퇴했다. 이후 현재는 SK에너지 울산공장에서 근무하고 있다.
군대는 병역면제 판정을 받았다.

## 주요 기록

### 최종 전적(비공식전 포함)
통산전적 (12.03.26 기준)
|             | 경기 | 승-패 | 승률  |
| ----------- | ---- | ----- | ----- |
| 대 테란     | 50   | 19–31 | 38.0% |
| 대 저그     | 92   | 46–46 | 50.0% |
| 대 프로토스 | 45   | 25–20 | 55.6% |
| 총합        | 187  | 90–97 | 48.1% |

### 수상 경력
- 2007년 5월 제29회 커리지매치 입상
- 2010년 7월 대한항공 스타리그 2010 시즌2 36강